# Dolomiti Bellunesi (club de fútbol)
La Dolomiti Bellunesi s.r.l. es un club de fútbol de Italia, con sede en Belluno, en la región del Véneto. Fue fundado en 2021, y compite en la Serie C, tercera categoría del fútbol italiano.

## Historia
Fue fundado en el año 2021 en Véneto como el equipo representante de las ciudades de Belluno, Sedico y Feltre luego de la fusión de los equipos Belluno, San Giorgio Sedico y Union Feltre.
En la temporada 2024/25 gana el grupo C de la Serie D y consigue el ascenso a la Serie C por primera vez.

## Palmarés

### Torneos interregionales
- Serie D (1): 2024-25 (Grupo C)